# Luna County
Luna County ist ein County im Süden des Bundesstaates New Mexico der Vereinigten Staaten. Das County hat 25.095 Einwohner. Das County wurde am 16. März 1901 gegründet. Der Verwaltungssitz (County Seat) ist Deming.

## Geographie
Das County hat eine Fläche von 7680 Quadratkilometern. Der Hauptteil des County ist flaches Tiefland, Wiesen oder Ödland. Im County liegen die Gebirge Cook’s Range, Florida Mountains und Hermanas Mountains. Das County grenzt im Uhrzeigersinn an die Countys: Sierra County, Doña Ana County, Chihuahua (Bundesstaat, Mexiko), Grant County und Hidalgo County.

## Geschichte

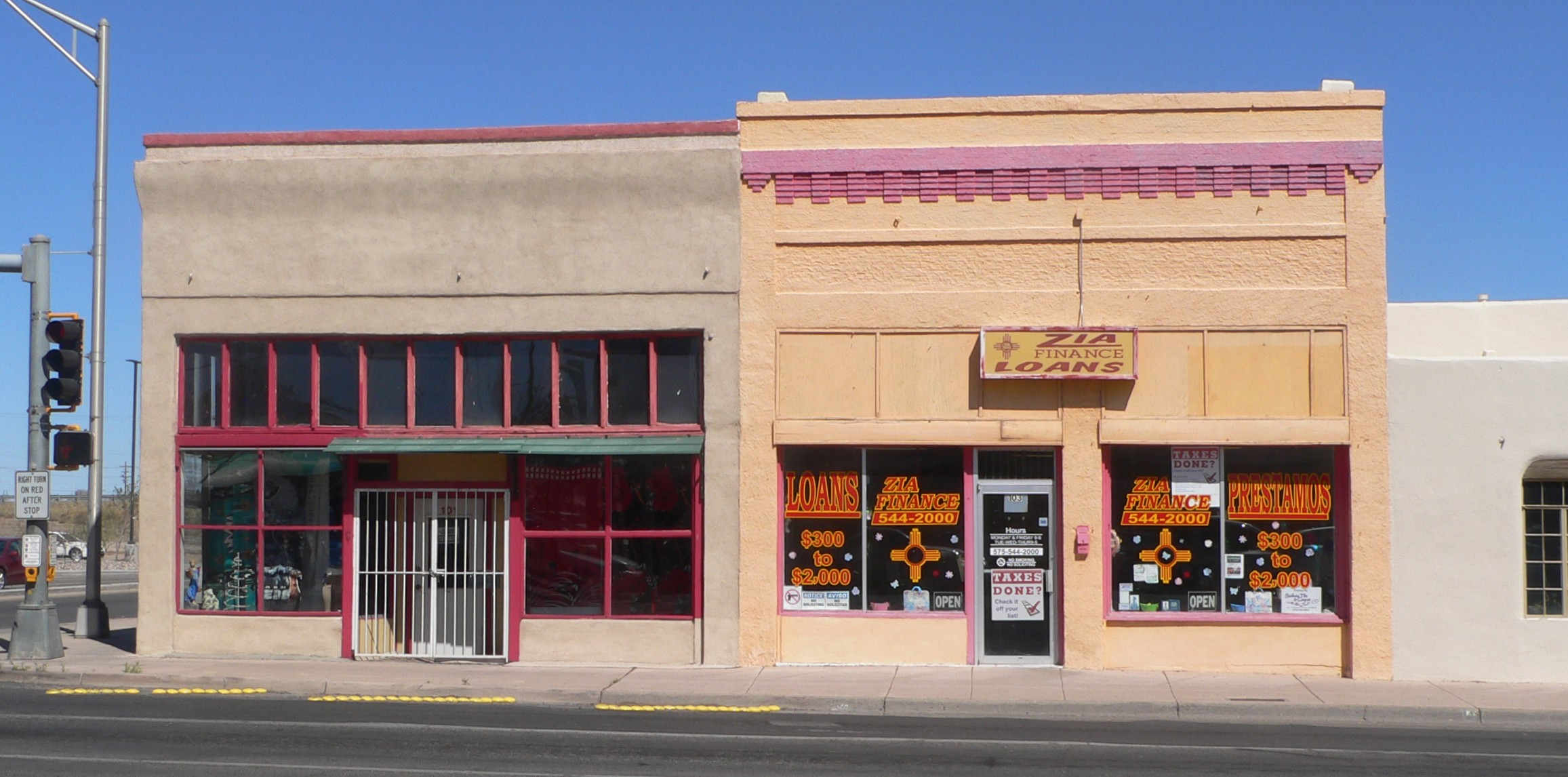
Geschäftsgebäude im Downtown Deming Historic District (2016), der im National Register of Historic Places eingetragen ist.

Ein Ort hat den Status einer National Historic Landmark, das Village of Columbus and Camp Furlong, das an den Überfall von Pancho Villa auf Columbus im Jahr 1916 erinnert. Acht Bauwerke und Stätten des Countys sind insgesamt im National Register of Historic Places eingetragen (Stand 17. Februar 2018).

## Demografische Daten
Nach der Volkszählung im Jahr 2000 lebten im County 25.016 Menschen. Es gab 9.397 Haushalte und 6.596 Familien. Die Bevölkerungsdichte betrug 3 Einwohner pro Quadratkilometer. Ethnisch betrachtet setzte sich die Bevölkerung zusammen aus 74,30 % Weißen, 0,94 % Afroamerikanern, 1,11 % amerikanischen Ureinwohnern, 0,34 % Asiaten, 0,00 % Bewohnern aus dem pazifischen Inselraum und 20,23 % aus anderen ethnischen Gruppen; 3,08 % stammten von zwei oder mehr ethnischen Gruppen ab. 57,70 % der Bevölkerung waren spanischer oder lateinamerikanischer Abstammung.
Von den 9.397 Haushalten hatten 33,90 % Kinder und Jugendliche unter 18 Jahre, die bei ihnen lebten. 53,60 % waren verheiratete, zusammenlebende Paare, 12,40 % waren allein erziehende Mütter. 29,80 % waren keine Familien. 26,40 % waren Singlehaushalte und in 14,00 % lebten Menschen im Alter von 65 Jahren oder darüber. Die Durchschnittshaushaltsgröße betrug 2,64 und die durchschnittliche Familiengröße lag bei 3,20 Personen.
Auf das gesamte County bezogen setzte sich die Bevölkerung zusammen aus 30,00 % Einwohnern unter 18 Jahren, 7,60 % zwischen 18 und 24 Jahren, 22,70 % zwischen 25 und 44 Jahren, 21,50 % zwischen 45 und 64 Jahren und 18,20 % waren 65 Jahre alt oder darüber. Das Durchschnittsalter betrug 37 Jahre. Auf 100 weibliche Personen kamen 95,20 männliche Personen, auf 100 Frauen im Alter ab 18 Jahren kamen statistisch 93,20 Männer.

Das jährliche Durchschnittseinkommen eines Haushalts betrug 20.784 USD, das Durchschnittseinkommen der Familien betrug 24.252 USD. Männer hatten ein Durchschnittseinkommen von 25.008 USD, Frauen 16.883 USD. Das Prokopfeinkommen betrug 11.218 USD. 32,90 % der Bevölkerung und 27,20 % der Familien lebten unterhalb der Armutsgrenze. 46,80 % davon waren unter 18 Jahre und 15,80 % waren 65 Jahre oder älter.

## Orte im Luna County
Im Bernalillo County liegen zwei Gemeinden, davon eine City und eine Village. Zu Statistikzwecken führt das U.S. Census Bureau acht Census-designated places, die dem County unterstellt sind und keine Selbstverwaltung besitzen.
| City - Deming | Village - Columbus |

Census-designated places (CDP)
| - City of the Sun - Keeler Farm - La Hacienda - Mountain View | - Pecan Park - Pulpotio Bareas - Sunshine - Ventura |

Ghost Towns
| - Gage - Mowry City - Myndus | - Nutt - Ojo de Vaca Station |